# Podocarpus ridleyi
Podocarpus ridleyi är en barrträdart som först beskrevs av Jacob Wasscher, och fick sitt nu gällande namn av Netta Elizabeth Gray. Podocarpus ridleyi ingår i släktet Podocarpus och familjen Podocarpaceae. IUCN kategoriserar arten globalt som livskraftig. Inga underarter finns listade i Catalogue of Life.